# Rostovka (raïon d'Omsk)
 (juillet 2023).
Rostovka (en russe : Ростовка) est un village de Russie de type bourg ouvrier qui est située dans l'oblast d'Omsk. C'est le siège administratif du raïon d'Omsk et de la municipalité du même nom.

## Géographie
Rostovka se trouve au bord de la Om au nord-est de l'oblast d'Omsk, à 18 km à vol d'oiseau d'Omsk. 

## Histoire
La localité est connue depuis 1895. 

## Population
Recensements (*) et estimations de la population,,: 
| 2002* | 2010* | 2012  | 2013  | 2014  | 2015  |
| ----- | ----- | ----- | ----- | ----- | ----- |
| 5 489 | 5 468 | 5 507 | 5 567 | 5 618 | 5 609 |

| 2016  | 2017  | 2018  | 2019 | 2020  | 2021* |
| ----- | ----- | ----- | ---- | ----- | ----- |
| 5 594 | 5 518 | 5 465 | 5395 | 5 322 | 5 587 |